# Gonzalo Abascal
Gonzalo Ignacio Abascal Muñoz (* 27. Dezember 1990 in Santiago de Chile) ist ein ehemaliger chilenischer Fußballspieler auf der Position des rechten Defensivspielers.

## Karriere
Gonzalo Abascal kam aus der Jugend von CD Universidad Católica und spielte im Profifußball auf Leihbasis beim CD Magallanes. Nach Stationen bei den Rangers de Talca und dem AC Barnechea kehrte der Defensivakteur 2013 zu Magallanes zurück. 2016 wechselte Abascal in die zweite australische Liga zu Pascoe Vale, wo er 2019 seine Karriere beendete.

## Erfolge
Magallanes
- Tercera División: 2010